# Cogito ergo sum

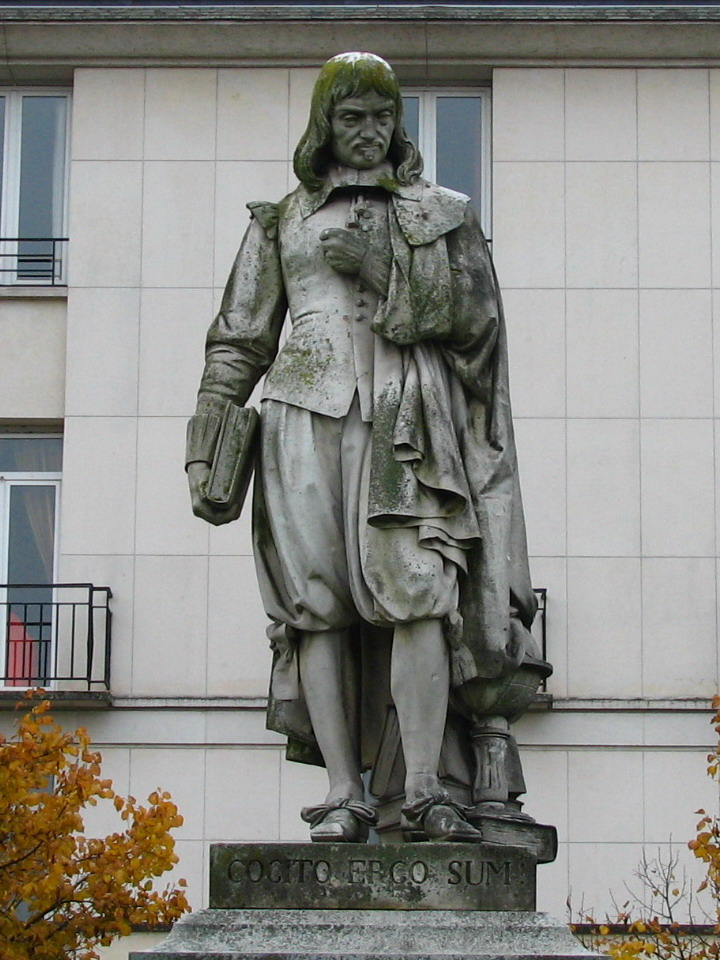
Cogito ergo sum jest jednym z najsłynniejszych cytatów filozoficznych. Tutaj na pomniku Kartezjusza w Tours (Francja).

Cogito ergo sum (pol. myślę, więc jestem) – łacińskie zdanie będące konkluzją wywodu, w którym René Descartes (Kartezjusz) poszukuje niepowątpiewalnych podstaw wiedzy. Fakt myślenia jest niepodważalny, a w konsekwencji pewne jest istnienie podmiotu myślącego. Na tym fakcie Kartezjusz opiera możliwość istnienia wiedzy pewnej.

## Sformułowanie
Zdanie to pierwotnie zostało sformułowane w języku francuskim, w Rozprawie o metodzie (1637) i brzmiało: Je pense, donc je suis. Kartezjusz formułuje tę myśl (choć nie w znanej powszechnie formie) również w łacińskim traktacie Medytacje o pierwszej filozofii (1641). Forma Cogito ergo sum pojawia się dopiero w wydanych po łacinie Zasadach filozofii (1644).

## Podstawy wiedzy
Kartezjusz poszukuje niepodważalnych podstaw całości wiedzy ludzkiej, co pozwoli odeprzeć argumenty sceptyków. Systematyczne badanie i odrzucanie wszystkich niepewnych twierdzeń określane jest jako sceptycyzm metodologiczny. Poszukiwanie zaś pewnych podstaw wiedzy nazywane jest fundacjonalizmem.
Kartezjusz prowadzi rozważania w pierwszej osobie, zachęcając czytelnika, do sprawdzenia ich poprawności. Podważa wszelkie twierdzenia. Wiedza pewna ma być jasna i wyraźna, tzn. jej prawdziwość ma być niepowątpiewalna i łatwo uchwytna dla każdego.
Kartezjusz za sceptykami wskazuje, że wszystkie dane pochodzące od zmysłów są wątpliwe. Nie tylko możemy się mylić co do tego, co postrzegamy zmysłami, ale także co do tego, czy mamy organy postrzegania zmysłowego lub ciało w ogóle. Kartezjusz przedstawia eksperyment myślowy w którym „złośliwy demon” ma nad nami absolutną władzę, zwodząc nas co do istnienia świata zewnętrznego i naszego ciała. Nawet jednak w takim przypadku, nie może on nas zwodzić co do tego, czy istnieje "ja” które wątpi w istnienie świata. Chociaż więc możemy zwątpić o wszystkim, to nie można zwątpić o istnieniu podmiotu wątpiącego. Chociaż możemy nie mieć pewności co do tego, kim jesteśmy i jaki jest świat, to z faktu, że myślimy, wynika, że jest ktoś kto myśli. Z tego powodu „myślę, więc jestem” jest twierdzeniem niepodważalnym, podstawową i prostą ideą z której wywodzą się kolejne sądy.

## Augustyn z Hippony
Podobny tok rozumowania przedstawił Augustyn z Hippony. Podobnie jak Kartezjusz, starał się on odeprzeć argumenty sceptyków, przyjmując w rozumowaniu ich strategię i metodycznie wątpiąc w kolejne przeświadczenia. W dziele O wolnej woli (388-395) Augustyn wskazywał, że człowiek może zwątpić o wszystkim, o istnieniu świata, czy nawet o istnieniu Boga, nie może jednak wątpić, że sam istnieje. Gdyby nie istniał, nie mógłby wątpić. Fakt, że może się mylić, nie ma znaczenia, bowiem skoro się mylę, to istnieję.
Rozumowanie Augustyna poprzedza dzieła Kartezjusza, miało jednak inną funkcję. Augustyn tylko marginalnie zajmował się poznaniem zmysłowym i wiedzą o świecie materialnym (w którego istnienie tak naprawdę nie wątpił). Istotne dla niego było zdobycie wiedzy na temat Boga i prawd wiecznych, w czym widać wyraźne wpływy platonizmu. Jego filozofia jest więc zasadniczo różna od Kartezjańskiej.